# Abbaye Saint-Benoît de Rio de Janeiro
L'abbaye Saint-Benoît de Rio de Janeiro (en portugais : Mosteiro de São Bento) est l'un des monastères les plus anciens du Brésil. Situé dans le centre historique de Rio de Janeiro, il a été fondé par les Bénédictins en 1590. Il appartient à la congrégation bénédictine brésilienne, formée en 1827, et abrite une quarantaine de moines.

## Galerie d'images

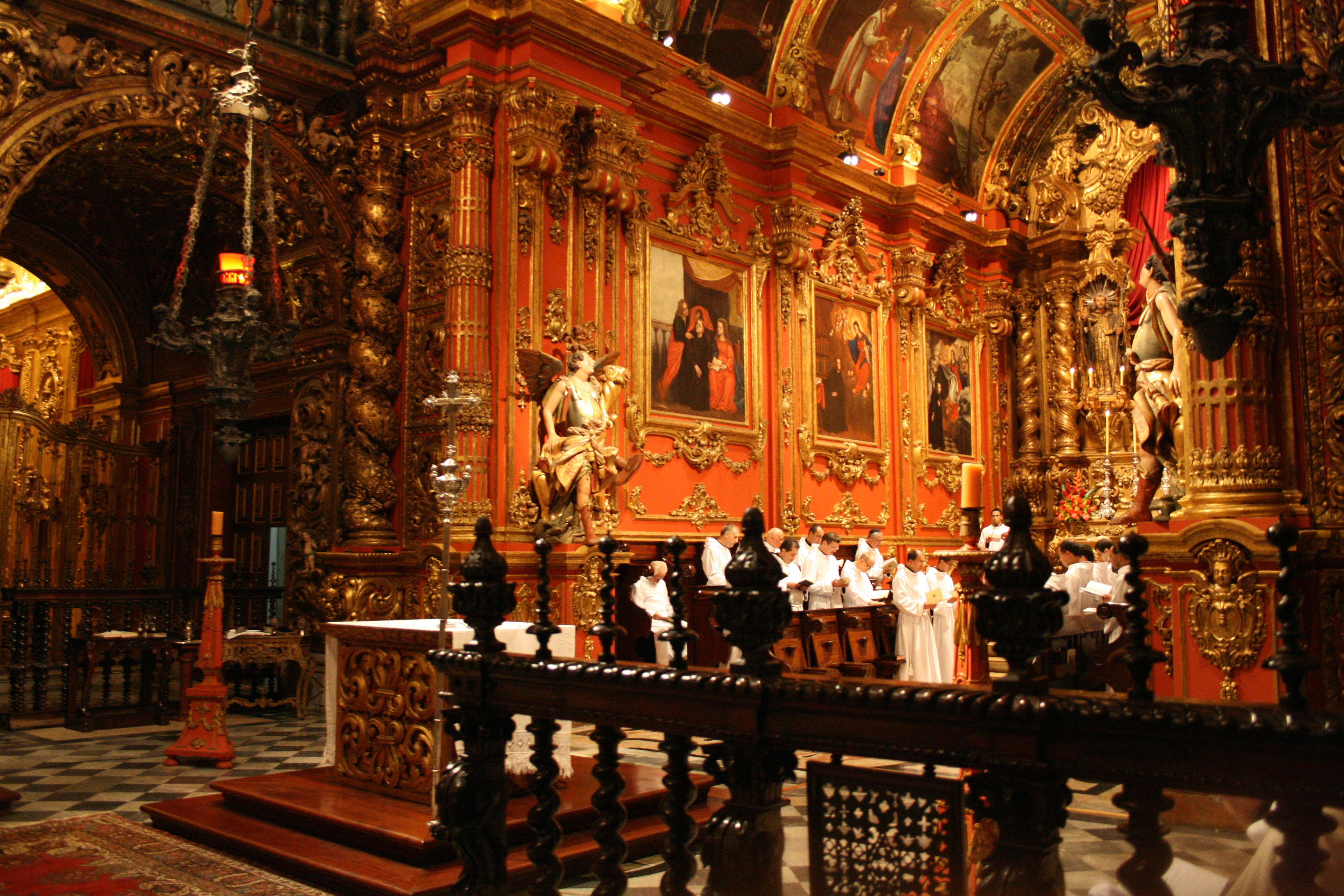
Le chœur
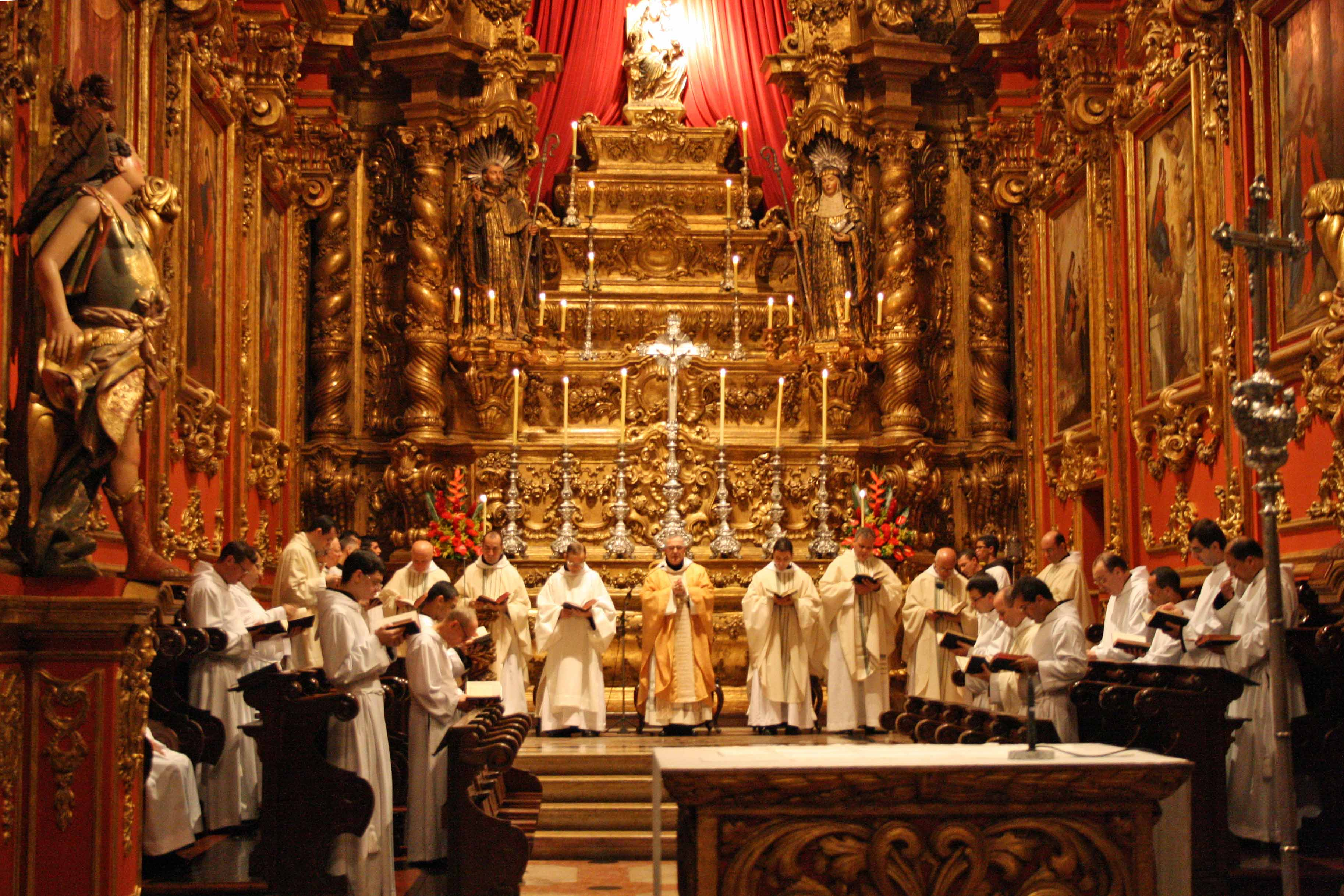
Le chœur
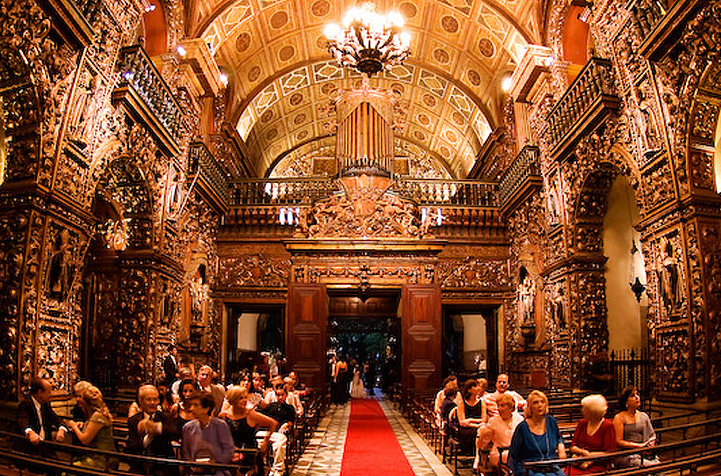
L'entrée et l'orgue